# Oceanogate
Oceanogate Italia Srl, nota comunemente come Oceanogate, è un'impresa ferroviaria italiana attiva nel trasporto merci, controllata dal gruppo Contship Italia

## Settori di attività
Oceanogate opera erogando servizi di trazione ferroviaria soprattutto per il trasporto dei container per conto del gruppo di appartenenza, movimentati nei porti del Tirreno e dell'Adriatico destinati ai mercati del nord Italia e del centro Europa.
L'azienda serve impianti presenti presso i porti di Genova, La Spezia, i terminal Contship di Livorno e Ravenna e gli interporti di Rivalta Scrivia, Dinazzano, Bologna e Padova, nonché i terminal Sogemar di Rho e Melzo.

## Storia
La società nacque nel 2010 come società partecipata da FER e Sogemar.
Fino al 2011 le attività erano svolte utilizzando la licenza e il certificato di sicurezza in possesso di FER e con materiale di trazione di quest'ultima società.
Nel 2012 TPER subentrò a FER, cedendo nel dicembre dello stesso anno TPER le proprie quote a Sogemar. Il numero di dipendenti in tale anno assommava a 75 unità.

## Dati societari

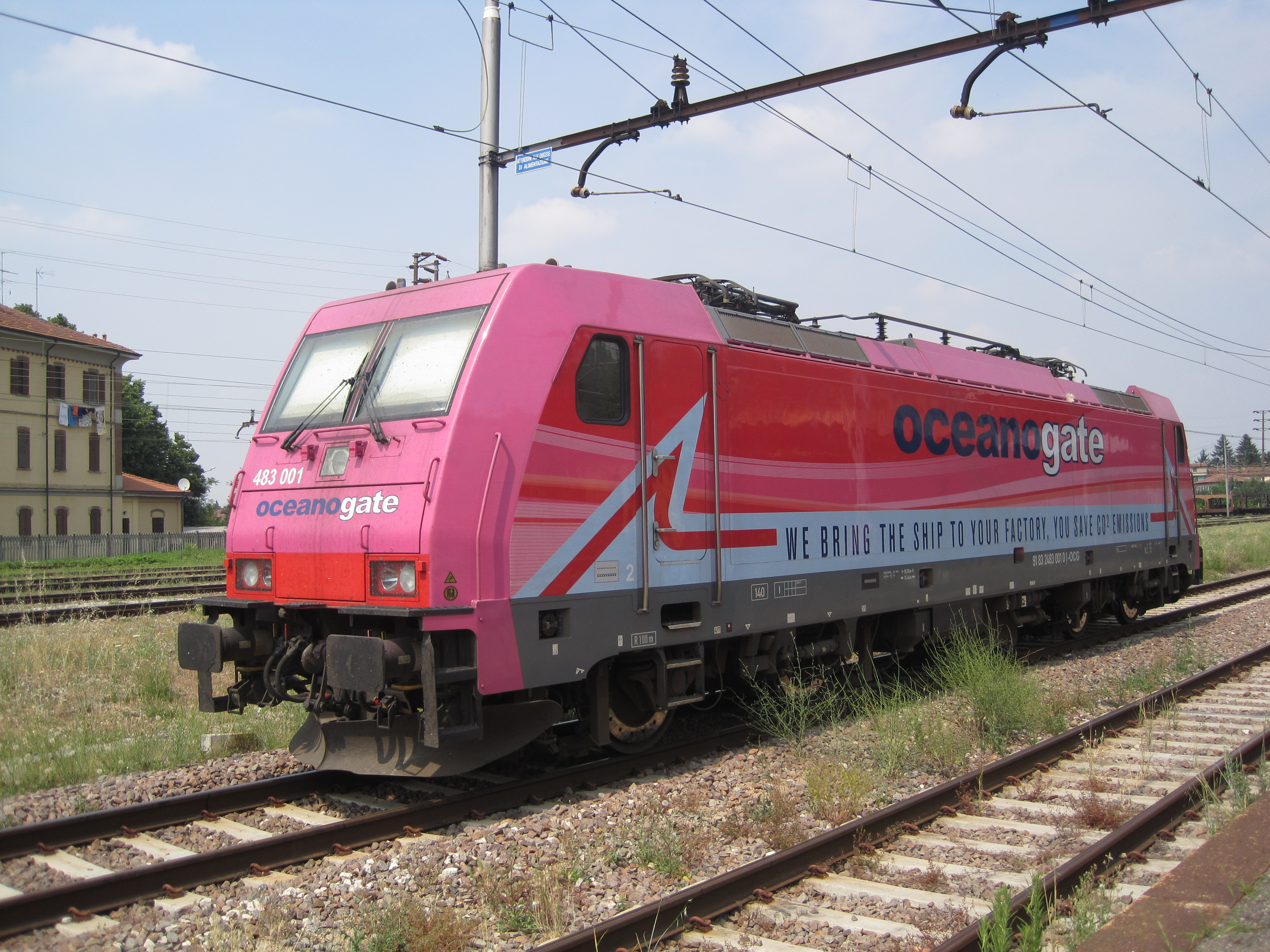
Locomotiva Oceanogate E.483.001 a Tortona, nel 2012

La licenza di impresa ferroviaria merci in possesso di Oceanogate è la numero 53, rilasciata nel 2008; il Certificato di Sicurezza per operare su rete RFI è stato rilasciato dall'Agenzia Nazionale per la Sicurezza Ferroviaria (ANSF) il 26 ottobre 2011.
Il fatturato nel primo anno di attività, da allora in crescita, fu chiuso con 15 milioni di Euro, per una produzione di 817.000 treni-km.

### Parco rotabili
Il parco locomotive di Oceanogate è composto da sei locomotive monotensione Bombardier 483 acquisite in regime di noleggio a lungo termine da Alpha Train e da due unità Siemens 189 a noleggio da MRCE Dispolok.
Alle unità di trazione è applicata una sgargiante pellicolatura basata sul rosa, che riprende i colori caratteristici del gruppo Sogemar.

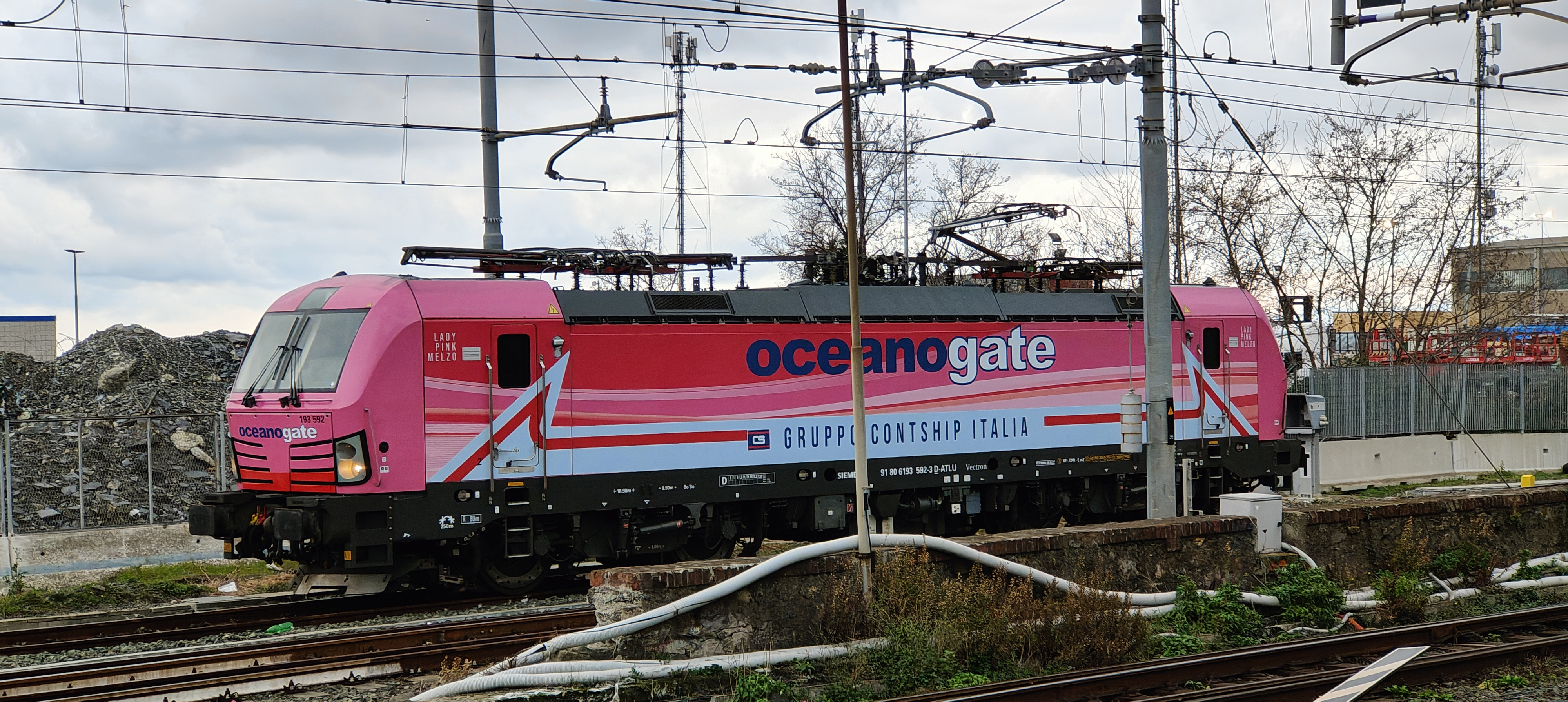
Locomotiva 193.592 Lady Pink Melzo a Genova Voltri

Per le manovre nello scalo di Melzo nel 2013 è stata inoltre acquisita dalla società Railoc la locomotiva V 100, mentre una seconda macchina è arrivata nel 2015.
Oceanogate gestisce altresì 370 carri portacontainer di proprietà.
L'adesione al raggruppamento Italian Railway Freight Alliance (IRFA) consente inoltre di disporre di locomotive in service da parte delle altre aziende associate.